# Нерв (фильм, 2016)
Нерв» (англ. Nerve) — американский  молодёжный триллер, снятый режиссёрами Генри Джустом и Эриелем Шульманом. Сценаристом выступила Джессика Шарзер. Экранизация одноимённого романа Джинн Райан. Премьера в США состоялась 27 июля 2016 года, в СНГ — 15 сентября.

## Сюжет
Старшеклассница Венера «Ви» Дельмонико мечтает покинуть Статен-Айленд и поступить в колледж, но не хочет говорить об этом своей матери, так как они все еще оплакивают смерть ее старшего брата. Ее подруга Сидни (Сид) становится популярной в «Нерве», онлайн-игре, в которой люди либо регистрируются как «игроки», либо платят за то, чтобы смотреть как «наблюдатели». Игроки принимают вызовы, за которые проголосовали наблюдатели, и стараются стать победителями дня, за что получают денежные вознаграждения.
Сидни критикует Ви за её не склонную к риску натуру, поэтому взбешенная Ви регистрируется в качестве игрока. Она выясняет, что все вызовы должны быть записаны на телефоне игрока, заработанные деньги будут аннулированы, если игрок потерпит неудачу или откупится и что стукачество в игре строго наказывается.
Первый вызов Ви — поцеловать незнакомца в закусочной. Там она целует Йена, который чуть позже, разгуливая по закусочной, поет и танцует для Ви под всеобщее недоумение. Выясняется, что он ещё один игрок. Наблюдатели говорят Йену отвезти девушку на Манхэттен на своем мотоцикле.
На Манхэттене им дали задание примерить дорогой костюм от кутюр. Их повседневная одежда была украдена, а ребятам пришёл вызов покинуть магазин, поэтому парень и девушка сбегают в нижнем белье. Они возвращаются к мотоциклу Йена, где находят ту самую дорогую одежду, оплаченную наблюдателями.
Ви дали задание сделать татуировку, выбранную Йеном, а Йену в свою очередь дали задание проехаться на своем мотоцикле по городу с закрытыми глазами на скорости 60 миль/ч (около 100 км/ч), используя Ви в качестве проводника. Ребята становятся одними из самых популярных игроков игры. После триумфального завершения вызова двое целуются. Девушка жалуется, насколько ей надоело быть в тени безбашенной подруги и рассказывает причины её такого вызывающего поведения. Её монолог снимают зрители, и всё это видит Сидни.
Завидуя быстро выросшей популярности и разгневанная словами Ви, Сидни принимает вызов перейти по лестнице между двумя зданиями на большой высоте, но в итоге девушка, уронив телефон и чуть не сорвавшись, отказывается от задания и исключается из игры. Йен и Ви приезжают на вечеринку. Последняя застает Сидни, целующуюся с Джей Пи, парнем, который нравился Ви. Подруги ругаются. Томми рассказывает, что Йен принял вызов поссорить девушку с подругой. Ви сама завершает вызов с лестницей. Ошарашенная, понимая, что игроки могут умереть из-за таких заданий, она сообщает об этом полицейскому, но тот ей не верит. В качестве наказания за стукачество все деньги на банковских счетах ее семьи исчезают. Игрок с высоким рейтингом Тай принимает вызов вырубить девушку.
Ви просыпается в транспортном контейнере на корабле с надписями на стенах «стукачи получают по заслугам». Она сбегает с корабля и находит Йена, который признается, что он и Тай были игроками в другом городе и что их друг погиб во время выполнения вызова. Когда они пытались предупредить власти, члены их семей потеряли работу, их банковские счета и личные данные были конфискованы. Ви теперь присоединяется к парням в секретной третьей категории игры — «пленники». Если пленник сможет выиграть заключительный раунд дня, он получает обратно все.
Ви, Томми и Сидни идут к друзьям-хакерам Томми, чтобы изменить онлайн-код игры. Но просто отключить «Нерв» невозможно, поскольку все телефоны наблюдателей работают как распределённые вычисления.
Ви и Йен зарабатывают два места на заключительном вызове, который проходит в Бэттери Вид. Победителем выйдет тот, кто застрелит другого из пистолета, который ему дали. Йен предлагает девушке победу, но когда Ви также отказывается стрелять, появляется Тай, чтобы занять место Йена и стреляет в Ви, которая умирает на руках Йена.
Именно тогда Томми и его хакеры модифицируют исходный код «Нерва» для расшифровки кодовых имен наблюдателей и отправляют им всем сообщение — «Вы являетесь соучастником убийства». Все наблюдатели немедленно выходят из системы, закрывая игровые серверы и фактически заканчивая игру. Йен направляет свой пистолет на Тая, Ви неожиданно поднимается, рассказывая, что она и Тай специально подстроили убийство, чтобы напугать наблюдателей и распустить «Нерв». Друзья-хакеры Томми возвращают украденные деньги и личные данные.
Несколько месяцев спустя Ви и Сидни помирились, Йен и Ви стали встречаться, последняя учится в Калифорнийском институте искусств. Йен раскрывает свое настоящее имя — Сэм, а другой человек тайно записывает их на свой телефон.

## В ролях
- Эмма Робертс — Венера «Ви» Дельмонико
- Дэйв Франко — Йен/Сэм
- Джульетт Льюис — Нэнси
- Эмили Мид — Сидни
- Майлс Хейзер — Томми
- Кимико Гленн — Лив
- Самира Уайли — Азхар
- Эд Сквайр — Чак
- Брайан Марк — Джей Пи
- Марк Джон Джеффрис — Уэс
- Колсон Бэйкер (MGK) — Тай
- Кейси Найстэт — камео

## Производство
В январе 2015 года стало известно, что Эмма Робертс и Дэйв Франко исполнят главные роли в фильме. В апреле 2015 года объявили, что Кимико Гленн и Колсон Бэйкер (MGK) присоединились к актёрскому составу.
Основные съёмки начались 13 апреля 2015 года в Нью-Йорке и завершились 5 июня 2015 года.

## Приём

### Кассовые сборы
«Нерв» вышел в прокате США в среду, 27 июля 2016 года, вместо привычной для выхода фильмов пятницы.
По прогнозам, в премьерный уик-энд ожидались сборы в размере $ 10 млн и $ 15 млн в течение первых пяти дней. Фильм финишировал 8-м в прокате в первый уик-энд, собрав $ 9,4 млн, а по результатам пяти дней — $ 15,5 млн. Общие сборы киноленты составили $ 85,2 млн, из которых $ 38,6 млн — в США, $ 46,7 млн — в других странах.

### Критика
Картина получила смешанные, но преимущественно положительные отзывы от критиков. На сайте Rotten Tomatoes на основании 128 отзывов фильм имеет рейтинг 67 % со средней оценкой 5,7 из 10. На Metacritic фильм получил оценку 58 из 100 на основе 33 отзывов.
Многие критики сравнивали фильм с популярной компьютерной игрой Pokémon Go.